# دائور، سند
دائور (به انگلیسی: Daur) یک شهر در پاکستان است.